# Polyporivora polypori
Polyporivora polypori är en tvåvingeart som först beskrevs av David E. Willard 1914.  Polyporivora polypori ingår i släktet Polyporivora och familjen svampflugor. Inga underarter finns listade i Catalogue of Life.